# Igor Matovič
Igor Matovič (prononcé : [igɔr̩ matɔvit͡ʃ ]), né le 11 mai 1973 à Trnava, est un homme d'État slovaque, président du gouvernement slovaque du 21 mars 2020 au 1er avril 2021.
Élu député lors des élections législatives de 2010 pour Liberté et solidarité (SaS), il fonde le parti Les Gens ordinaires et personnalités indépendantes (OĽaNO) l'année suivante. À la suite des élections législatives de 2020, il est désigné président du gouvernement et forme le gouvernement Matovič, une coalition de droite et centre droit.

## Biographie
Élu député en 2010 sur les listes de Liberté et solidarité (SaS), il fonde Les Gens ordinaires et personnalités indépendantes (OĽaNO) en février 2011 quand il décide de soutenir les restrictions proposées par SMER – social-démocratie sur la double nationalité. Lors des élections législatives de 2016, il s'allie avec NOVA pour remporter 19 députés au sein du Conseil national.

### Président du gouvernement
Vainqueur à la majorité relative des élections législatives du 29 février 2020 avec 25 % des voix et 53 députés sur 150, il est chargé le 4 mars suivant par la présidente de la République de former le nouveau gouvernement.
Il conclut un accord de coalition entre OĽaNO, Nous sommes une famille (Sme Rodina), Liberté et solidarité (SaS) et Pour le peuple (ZL) à peine dix jours plus tard, un délai record contraint par la pandémie de COVID-19. Il dévoile la liste de ses ministres le 18 mars, trois jours avant sa prise de fonction.
En juillet 2020, il est accusé d'avoir plagié sa thèse de doctorat en économie.
L'achat par Igor Matovič de doses du vaccin Sputnik V en pleine pandémie de Covid-19 sans avoir obtenu l'aval de ses partenaires de coalition provoque une grave crise politique en mars 2021. Elle mène à la démission de plusieurs ministres. En réaction, le président du gouvernement propose de démissionner mais à condition d'être ministre au sein du prochain gouvernement. Le lendemain, la présidente de la République Zuzana Čaputová appelle le président du gouvernement à démissionner. Le 24 mars, suivant l'exemple de leur chef de file le vice-président du gouvernement Richard Sulík, le ministre des Affaires étrangères Ivan Korčok et celui de l'Éducation Branislav Gröhling annoncent également leur démission.
Le 28 mars, à l'issue de tractations avec ses partenaires de coalition, Igor Matovič propose de démissionner en échange de la nomination du ministre des Finances Eduard Heger au poste de président du gouvernement. Matovič doit être en échange nommé ministre des Finances dans le prochain gouvernement. Matovič démissionne formellement le 30 mars,.

### Ministre des Finances
Le 30 mars 2021, comme prévu, la présidente de la République confie à Eduard Heger la mission de former un nouveau gouvernement, avec l'aval de tous les partis de la coalition initiale. Cette permutation de postes permet d'apaiser les tensions au sein de la majorité parlementaire. Le nouveau gouvernement, sans changement par rapport au précédent sauf pour le portefeuille de la Santé, entre en fonction le 1er avril.